# Clarà (Conflent)
Clarà ([biʎə'ɾak] és el poble que exerceix de cap de la comuna de Clarà i Villerac, a la comarca nord-catalana del Conflent. Entre 1790 i 1823 gaudí d'independència municipal tot sol, fins que hi fou agregat Villerac, que fins aquell moment tenia també comuna pròpia.

## Etimologia
Joan Coromines explica que el nom d'aquest poble prové de l'adjectiu llatí Clariānu, derivat del nom propi, també llatí, Clar(i)us. En tractar-se d'un topònim derivat d'un antropònim llatí, es tractaria d'un vilatge que té els seus orígens en la colonització romana del territori.

## Geografia
L'antic terme comunal de Clarà és al sud-est del centre de la comarca del Conflent.
El terme de Clarà s'articula a l'entorn de la vall del Lliscó. Dins del terme actual de Clarà i Villerac, ocupava aproximadament la meitat del territori: el sector nord-oest, oest i sud. El termenal, ara inexistent, anava aproximadament fent un biaix de nord-oest a sud-est.
| Prada    | Els Masos |          |
| Taurinyà |           | Villerac |
|          |           |          |

### Clarà

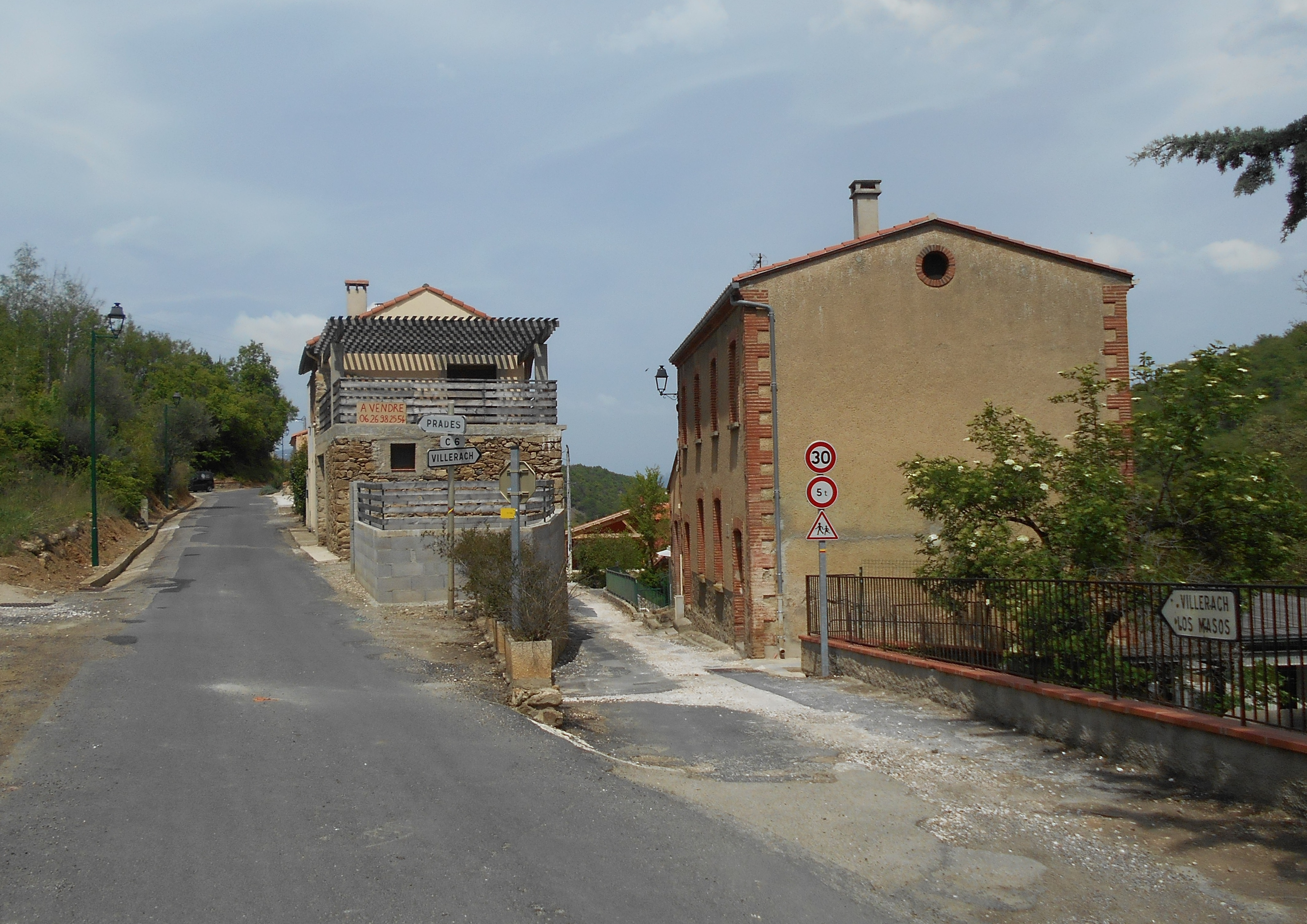
Entrada nord al poble de Clarà, des de Prada

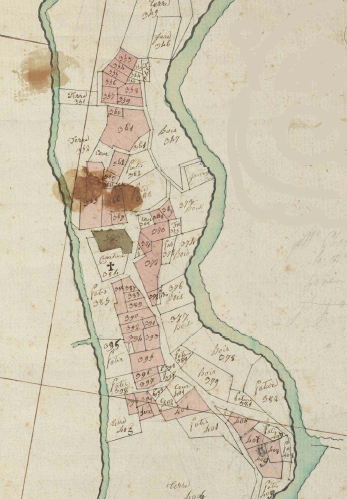
Clarà en el Cadastre napoleònic del 1812 (Arxius Departamentals dels Pirineus Orientals)

El poble de Clarà és situat a la vall mitjana del Lliscó, a l'esquerra d'aquest riu, al sud-oest de Villerac, al nord-est de Taurinyà, que són bastant propers, i al sud-est de la vila de Prada, bastant més allunyada.
Clarà és un poble allargassat, paral·lel a ponent del Lliscó, amb l'església parroquial de Sant Martí de Clarà a la zona central del nucli vell. En aquesta església es donaren, el febrer del 879, els monjos de Sant Andreu d'Eixalada un cop destruït el seu monestir per la força d'un aiguat, de cara a reconstruir una part de l'arxiu perdut, per tal de recuperar les possessions que aquell monestir tenia, abans d'integrar-se a Cuixà i fundar l'abadia.

## Història

### Edats Mitjana i Moderna
La villa Clerani, esmentada el 851, fou una colònia de fundació romana adquirida per Sant Germà de Cuixà, el monestir precedent del de Sant Miquel de Cuixà, el 878. Clerà estigué sota el senyoriu de l'abadia fins a la fi de l'Antic Règim.

### Edat Contemporània
El 1790 la comuna de Clarà fou inclosa en el cantó de Prada, i hi va romandre sempre, fins a la creació del Cantó dels Pirineus Catalans. El 1822 visqué l'agregació de l'antiga comuna independent de Villerac.

## Demografia

### Demografia antiga
La població està expressada en nombre de focs (f) o d'habitants (h)
| 1358 | 1365 | 1378 | 1470 | 1709 | 1720 | 1767  | 1774 | 1789 |
| 11 f | 12 f | 5 f  | 2 f  | 32 f | 15 f | 151 h | 29 f | 29 f |

Font: Pélissier, 1986.

### Demografia contemporània
| Evolució de la població |      |      |      |
| 1793                    | 1800 | 1806 | 1821 |
| 151                     | 157  | 176  | 196  |

Fonts: Ldh/EHESS/Cassini fins al 1999, després INSEE a partir deL 2004
Nota: A partir del 1822, els habitants de Clarà apareixen en els censos conjuntament amb els de Villerac, dins de Clarà i Villerac.